# Lasso-Verzeichnis
Das Lasso-Verzeichnis (LV) ist ein Verzeichnis der Werke von Orlando di Lasso, das von der Bayerischen Akademie der Wissenschaften erstellt wurde.

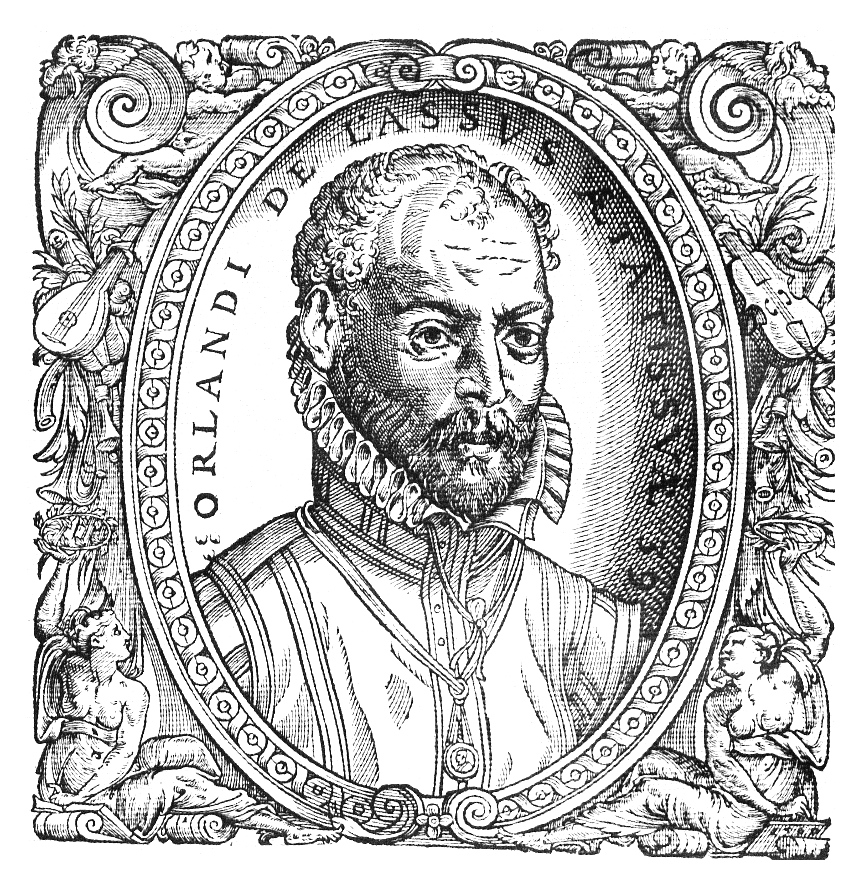
Orlando di Lasso (1530/32–1594)

Darin sind 1197 zeitgenössisch gedruckte und 162 nur in Handschriften überlieferte Sätze aus der Feder Orlando di Lassos durchnummeriert aufgelistet. Ungedruckte, d. h. handschriftlich überlieferte Opera, wurden darin mit der Kennzeichnung LVanh(ang) versehen.
Sein berühmter Echo-Kanon O là, o che bon eccho (Holla, welch gutes Echo!) beispielsweise hat die Nummer LV 674, sein Susanne un jour LV 98.